# Cantón de Río Cuarto
Río Cuarto es el cantón número 16 de la provincia de Alajuela, Costa Rica. Fue creado el 30 de marzo de 2017 al ser segregado del cantón de Grecia. 

## Historia
La zona fue poblada de una forma paulatina entre finales del siglo XIX e inicios del siglo XX, al ser una ruta de paso importante entre el Valle Central y la zona norte del país. 
Una vez que Río Cuarto tuvo suficientes asentamientos consolidados y algunos servicios públicos, pasó a formar parte del distrito de Sarchí Norte del cantón de Grecia como una sola unidad territorial. 
Posteriormente, Río Cuarto fue creado como un distrito de dicho cantón en 1926, según 
decreto legislativo n.º 529. Contaba con una población aproximada a los 537 habitantes para ese entonces.
Al crearse el cantón de Valverde Vega, hoy denominado cantón de Sarchí, en octubre de 1949, Río Cuarto no se integró al nuevo cantón y quedó territorialmente separado de Grecia. Este hecho resultó fundamental para decidir su separación definitiva años después, dada la distancia y su relativa autonomía en tomar decisiones municipales propias.
Río Cuarto fue ascendido al rango de cantón tras acuerdo de la Asamblea Legislativa en segundo debate el día jueves 30 de marzo de 2017. Originalmente, Río Cuarto fue constituido como un cantón con un distrito único con una población superior a los 11,000 habitantes, lo que supone un crecimiento demográfico acelerado en los últimos 90 años.
El 26 de octubre del 2018, se definieron oficialmente los límites de los tres distritos que lo conforman y sus respectivos poblados, los cuales se denominan Río Cuarto, Santa Rita y Santa Isabel.
El 7 de abril del 2019, se determinó mediante un plebiscito que la cabecera cantonal es la ciudad homónima de Río Cuarto.
El 2 de febrero del 2020, se escogió como su primer alcalde a José Miguel Jiménez, del Partido Liberación Nacional,  quién asumió el 1 de mayo del 2020, lo mismo que el primer Concejo municipal de Río Cuarto

## Ubicación
Está ubicado al norte  del volcán Poás, y tiene una configuración alargada de noreste a suroeste. 
Limita al norte y al oeste con el cantón de San Carlos, al este con el cantón de Sarapiquí, y al sur con los cantones de Alajuela y Sarchí.
Su cabecera, con categoría de ciudad, es Río Cuarto. Se encuentra aproximadamente 73 km al norte de la capital nacional San José en el trayecto por Varablanca. Tiene una altitud de 425 m s. n. m..

## División administrativa
Río Cuarto consiste de tres distritos: 
1. Río Cuarto
2. Santa Rita
3. Santa Isabel

## Geografía
Cantón de Río Cuarto cuenta con un área de 254,89 km² y una altitud media de 277 m s. n. m.

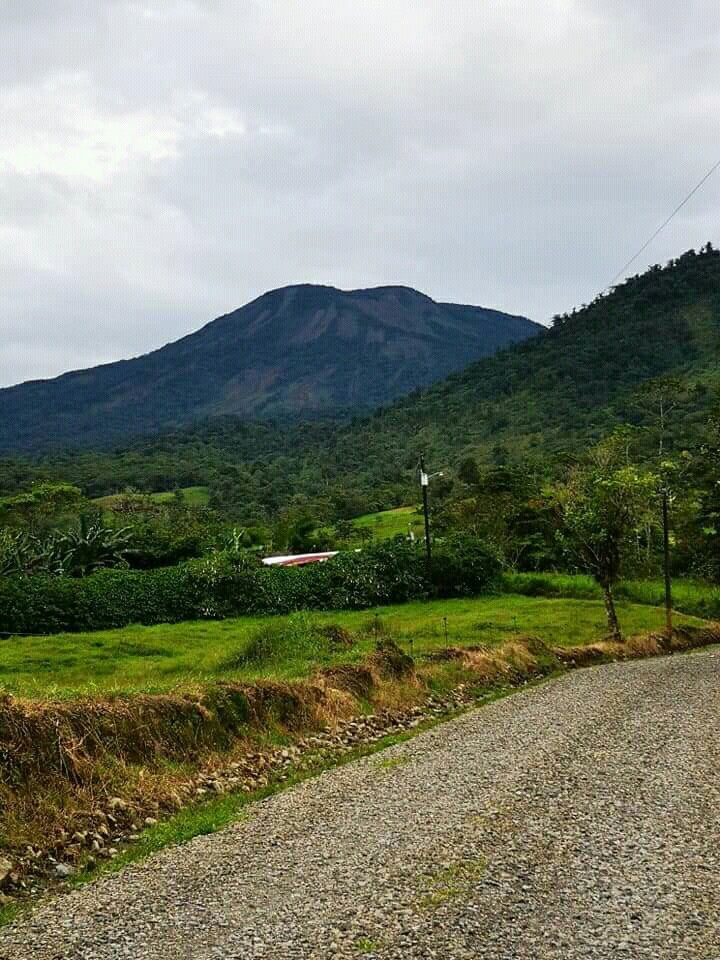
Volcán Congo

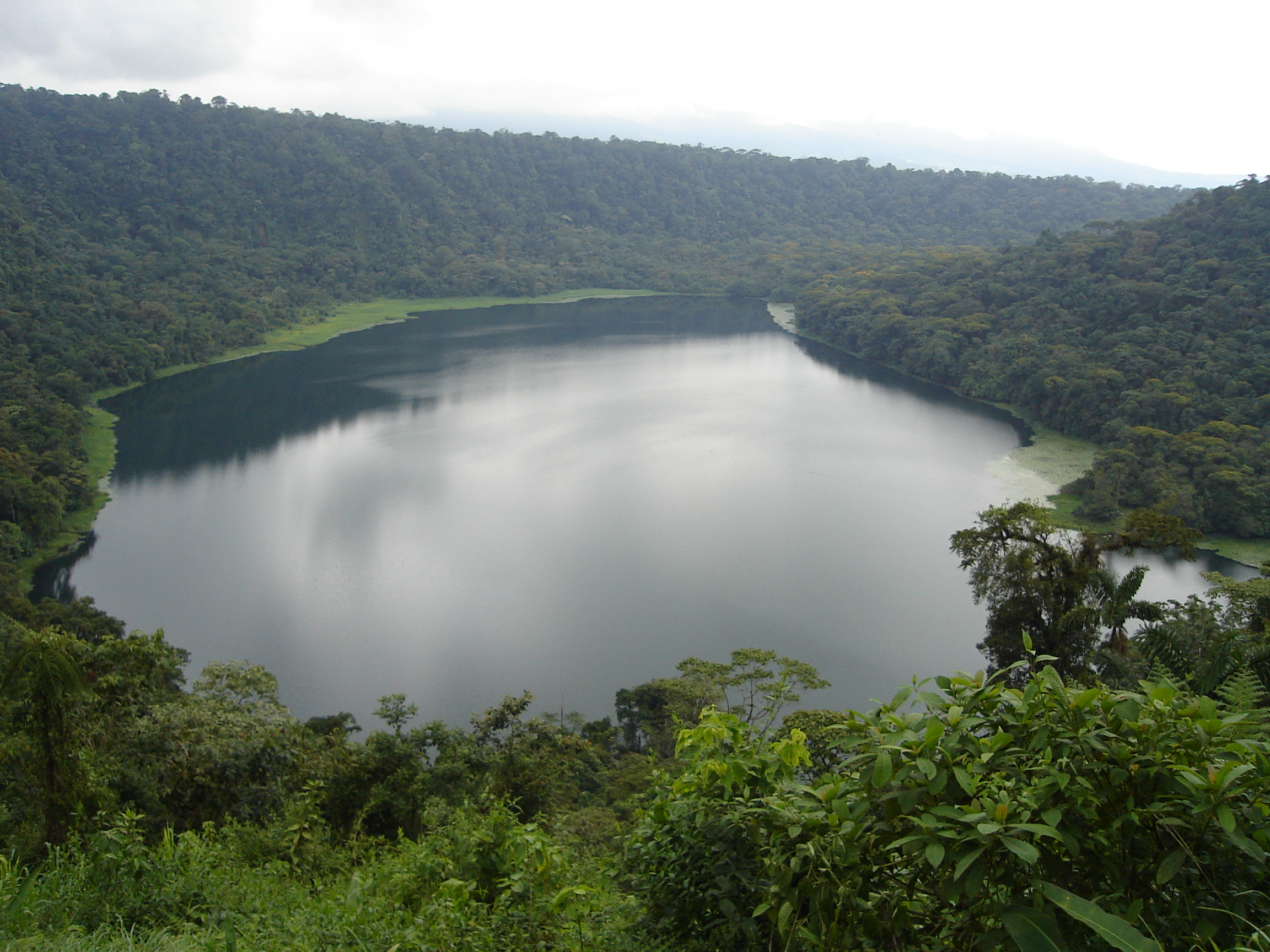
Laguna de Hule

Posee una anchura máxima de 38 km y está delimitado por los ríos Toro y Caño Negro, y el macizo del volcán Congo. 
Su territorio tiene una forma elongada que se extiende de noreste a suroeste o viceversa.

### Altitud
El territorio tiene una altitud de entre 100 a 1800 metros sobre el nivel del mar.
Presenta estas grandes variaciones de altitud, debido a que en la zona sur del cantón se encuentran las estribaciones de la Cordillera Volcánica Central (alcanzando su punto máximo en el volcán Congo con 2014 m s. n. m.), mientras que en dirección norte el terreno desciende hasta su punto más bajo en las cercanías del pueblo de San Rafael.

### Clima
Su clima es templado húmedo, entre los 16 °C a los 28 °C, dependiendo de la localidad.

### Geología
Tiene materiales de origen volcánico del periodo Cuaternario. También predominan rocas del Pleistoceno, así como lahares, edificios volcánicos recientes y actuales, y piroclásticos del Holoceno. La presencia de esta gran cantidad de material volcánico explica la fertilidad de los suelos del cantón.

### Geomorfología
El principal macizo volcánico es el volcán Poás al sur, al que pertenecen otras subunidades como el volcán Congo, la caldera de Hule (que se conforma con las lagunas Bosque Alegre, Congo y Hule) y el maar (Cráter de explosión) de río Cuarto (que forma la laguna Río Cuarto).

### Hidrografía
El recurso hídrico en la zona es abundante, como lo demuestra la presencia de altas cataratas, lagunas, ríos y frecuentes caídas de agua. El clima es fresco y agradable, aunque presenta lluvias frecuentes durante esta época del año.
Los ríos principales son los ríos Toro, Cuarto, Sardinal, María Aguilar y Caño Negro. Los ríos Caño Negro, Pozo Azul y la Quebrada Gata son afluentes del río Toro. Todos estos ríos desembocan sus aguas en el río Sarapiquí, que las lleva al río San Juan.
Entre las lagunas del cantón están Río Cuarto y Congo. Las dos son lagunas de origen volcánico, ocupando antiguos focos de erupción.

### Vegetación
El tipo de vegetación es propia del Bosque Tropical Húmedo, que se caracteriza por presencia de árboles de hasta 40 metros de altura, helechos, plantas epífitas y musgos. La zona cuenta, además, con abundantes plantaciones de frutas, ornamentales y plantas medicinales.

## Demografía
Para el año 2022, Cantón de Río Cuarto cuenta con una población estimada de 14 418 habitantes, y para el último censo efectuado, en 2011, Cantón de Río Cuarto contaba con una población de 11 074 habitantes.

## Economía
Produce, leche, carne de res, carne de cerdo, carne de pollo, piña, yuca, energía eléctrica, plantas ornamentales, entre otros.